# Бугисы

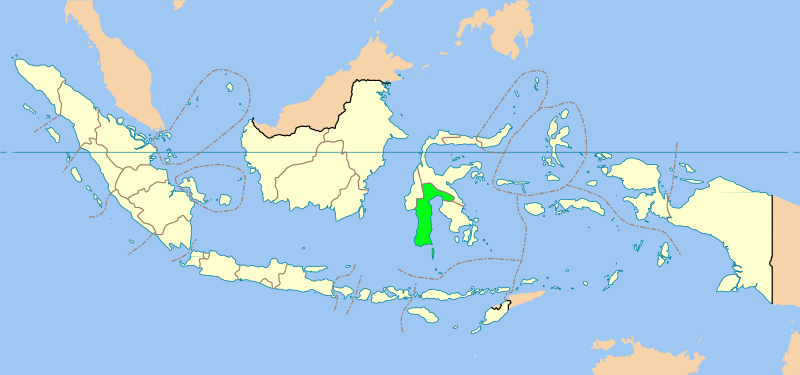
Провинция Южное Сулавеси (указана зелёным цветом), родина бугисов

Буги́сы (бугийцы, буги) (буг. ᨈᨚ ᨕᨘᨁᨗ To Ugi, индон. Suku Bugis) — одна из самых крупных этнических групп Южного Сулавеси — провинции на третьем по величине острове Индонезии. Вместе с родственными им макасарами населяют юго-западные районы провинции Сулавеси. Говорят на бугийском языке южносулавесийской ветви собственно сулавесийской зоны австронезийской семьи языков, с XIV—XV веков имеют свою письменность, фольклор, литературу (огромный цикл эпических поэм «Ла Галиго»). Изучением бугийского языка и поэмы «Ла Галиго» занимался в России Юло Сирк.
Религия — ислам, но сохраняются пережитки анимистических и индуистских верований.
Основные традиционные занятия — земледелие (рис, кукуруза, сахарный тростник и др.), отчасти животноводство (буйволы, лошади, коровы, козы, овцы), морское и речное рыболовство, различные ремёсла, торговля.
В европейской исторической литературе бугисы известны как свирепый и воинственный народ. Как наиболее многочисленная группа в регионе имеют значительное влияние на своих соседей. Прародиной бугисов является область озёр Темпе и Сиденренг. Предки бугисов заселили эти территории в середине второго тысячелетия до н. э. В XVII веке бугисы были обращены в ислам.